# Micro-région de Mór
La micro-région de Mór (en hongrois : móri kistérség) est une micro-région statistique hongroise rassemblant plusieurs localités autour de Mór.